# NGC 3577
NGC 3577 је спирална галаксија у сазвежђу Велики медвед која се налази на NGC листи објеката дубоког неба.
Деклинација објекта је + 48° 16' 24" а ректасцензија 11h 13m 44,8s. Привидна величина (магнитуда) објекта NGC 3577 износи 13,8 а фотографска магнитуда 14,7. NGC 3577 је још познат и под ознакама UGC 6257, MCG 8-21-6, CGCG 242-10, NPM1G +48.0180, PGC 34195.